# Good-bye My Loneliness
〈Good-bye My Loneliness〉는 일본의 밴드 ZARD의 첫 번째 싱글이자 데뷔곡으로, 1991년 2월 10일 발표되었다. (8cm CD: PODH-1029, POSH-1029) 곡의 작사는 사카이 이즈미, 작곡은 오다 테츠로가 맡았으며, 편곡은 아카시 마사오가 담당했다. 이곡은 동시기에 후지 TV에서 방영되던 드라마 《결혼의 이상과 현실》의 주제가로도 사용되었는데, 다음과 같은 일화가 있다. 드라마 PD였던 카메야마 치히로(亀山千広)가 음악가 오타키 에이치(大瀧詠一)에게 주제가로 사용될 곡을 묻자 빙을 추천받는데, 그곳에서 데뷔할 예정인 신인 가수들의 데모 테이프를 듣고는 ZARD를 선택하게 된다. 2004년 12월, 일본의 밴드 DEMENSION이 발표한 앨범 《Loneliness》에는 이 곡의 연주가 수록되기도 했다.
B사이드 곡은 〈사랑은 어두운 곳 안에서〉(愛は暗闇の中で)이며, 작사는 사카이 이즈미, 작곡은 쿠리바야시 세이이치로, 편곡은 테라오 히로시와 밴드 ZARD가 공동으로 맡았다.
싱글은 1991년 2월 18일 오리콘 차트 28위에 올랐으며, 3월 11일 차트 진입 4주차만에 9위를 차지했지만 익주에 다시 10위권 밖으로 밀려나가며 9위가 최고 순위가 되었다.
한편, 곡의 저작권이 폴리도르 레코드에서 B-Gram RECORDS로 옮겨지며 1993년 9월 1일 싱글이 재발매되었다. (8cm CD: BGDH-1010)

## 수록곡
| #             | 제목                                         | 작사          | 작곡                  | 편곡                 | 재생 시간 |
| ------------- | -------------------------------------------- | ------------- | --------------------- | -------------------- | --------- |
| 1.            | 〈Good-bye My Loneliness〉                   | 사카이 이즈미 | 오다 테츠로           | 아카시 마사오        | 4:34      |
| 2.            | 〈사랑은 어두운 곳 안에서〉 (愛は暗闇の中で) | 사카이 이즈미 | 쿠리바야시 세이이치로 | 테라오 히로시 / ZARD | 4:43      |
| 총 재생 시간: | 총 재생 시간:                                | 총 재생 시간: | 총 재생 시간:         | 총 재생 시간:        | 9:17      |

## 발매 일정
| 버전                                     | 일정            | 레이블          | 포맷               |
| ---------------------------------------- | --------------- | --------------- | ------------------ |
| 〈Good-bye My Loneliness〉               | 1991년 2월 10일 | 폴리도르 레코드 | 8cm CD (PODH-1029) |
| 〈Good-bye My Loneliness〉               | 1991년 2월 10일 | 폴리도르 레코드 | 8cm CD (POSH-1029) |
| 〈Good-bye My Loneliness〉 (저작권 이전) | 1993년 9월 1일  | B-Gram RECORDS  | 8cm CD (BGDH-1010) |